# Villamediana de Iregua
Villamediana de Iregua est une commune de la communauté autonome de La Rioja, en Espagne. Sa superficie est de 20,42 km2  et sa population s'élevait à 7855 habitants en 2017.